# Helsinki Rams 1982
Questa voce raccoglie le informazioni riguardanti gli Helsinki Rams nelle competizioni ufficiali della stagione 1982.
Non sono noti tutti i risultati.

## Vaahteraliiga 1982

### Stagione regolare

#### Prima fase
| 1982 | Helsinki Rams | 6 – 20 | Hyvinkää Falcons |  |

| 1982 | Helsinki Rams | 46 – 8 | Savonlinna Steamers |  |

| 1982 | Vantaan TAFT | 0 – 62 | Helsinki Rams |  |

| 1982 | Helsinki Rams | 6 – 46 | East City Giants |  |

#### Seconda fase
| 1982 | Jyväskylä Rangers | 6 – 39 | Helsinki Rams |  |

| 1982 | Pori Bears | 0 – 33 | Helsinki Rams |  |

| 1982 | Helsinki Rams | 8 – 8 | Tampere Rocks |  |

| 1982 | Turku Trojans | 23 – 11 | Helsinki Rams |  |